# بريان جودمان
بريان جودمان (بالإنجليزية: Brian Goodman)‏ هو كاتب سيناريو وممثل أمريكي، ولد في 1963.

## أعمال

### أفلام
- (2002) أمسكني لو استطعت[2]
- (2005) ميونخ[3]
- (2006)  قيادة طوكيو[4]

### مسلسلات
- الانتقام
- الضياع
- التحقيق في موقع الجريمة
- كاسل
- هاواي فايف أو

## وصلات خارجية
- بريان جودمان على موقع IMDb (الإنجليزية)
- بريان جودمان على موقع ألو سيني (الفرنسية)
- بريان جودمان على موقع أول موفي (الإنجليزية)
- بريان جودمان على موقع قاعدة بيانات الأفلام السويدية (السويدية)
- بريان جودمان على موقع قاعدة بيانات الفيلم (الإنجليزية)
- بريان جودمان على موقع كينوبويسك (الروسية)